# Sun-Air of Scandinavia
SUN-AIR er et dansk flyselskab startet i 1978 af ejeren Niels Sundberg. SUN-AIR er i de sidste 28 år ekspanderet til en betydelig operatør inden for flere felter. Bedst kendt er nok det franchisesamarbejde med British Airways, som siden 1996 har medført, at alle ruteflyvninger sker i British Airways-regi, ligesom alle fly fremstår i British Airways-bemaling. 
SUN-AIRs base er Jylland. Fra Billund Lufthavn beflyver de en række regionale ruter til udlandet. Rutenettet er primært tilpasset forretningssegmentets ønsker om direkte forbindelser fra de tre lufthavne til større byer i udlandet. 

## Flytyper
- Jetstream 32, som maksimalt flyver 510 km/t, medtager op til 18 passagerer og har en besætning på 3.
- Dornier 328, som maksimalt flyver 620 km/t, medtager 32 passagerer og har en besætning på 3.
- Fairchild Dornier 328JET, som maksimalt flyver 720 km/t, medtager 32 passagerer og har en besætning på 3.
- Hawker 800XP, som maksimalt flyver 870 km/t, medtager 8 passagerer og har en besætning på 2.